# Grażyna
Grażyna (lit. Gražina od graži – piękna) – imię żeńskie pochodzenia litewskiego. Wymyślone przez Adama Mickiewicza dla tytułowej bohaterki jego poematu z 1823.
Zdrobnienia: Graga, Grasia, Grazia, Grażynka, Grażka, Gradzia, Graża.
Imię Grażyna ma niebezpośrednie odpowiedniki w innych językach bazujące na podobnym źródłosłowie oznaczającym „piękno”, „grację”; porównaj: Grace, Grazia, Graziosa, Gratiana. W języku czeskim – Gražyna. Od tego imienia pochodzi nazwisko Grażyński.
Grażyna imieniny obchodzi: 1 kwietnia i 26 lipca.

## Osoby o tym imieniu
- Grażyna Auguścik – wokalistka jazzowa
- Grażyna Bacewicz – kompozytorka i skrzypaczka
- Grażyna Banaszkiewicz – reżyserka, poetka, dziennikarka
- Grażyna Barszczewska – aktorka
- Grażyna Błęcka-Kolska – aktorka
- Grażyna Brodzińska – śpiewaczka, popularyzatorka operetki
- Grażyna Bukowska – dziennikarka
- Grażyna Dobroń-Nowakowska – dziennikarka
- Grażyna Gęsicka – polityczka
- Grażyna Kania – reżyserka, tłumaczka, aktorka
- Grażyna Kuroń – opozycjonistka antykomunistyczna
- Grażyna Łobaszewska – piosenkarka
- Grażyna Orlińska – poetka, scenarzystka
- Grażyna Plebanek – pisarka, dziennikarka
- Grażyna Strachota – aktorka
- Grażyna Szapołowska – aktorka
- Grażyna Świtała – piosenkarka
- Grażyna Rabsztyn – sprinterka
- Grażyna Strumiłło-Miłosz – pisarka, tłumaczka
- Grażyna Torbicka – dziennikarka, prezenterka
- Grażyna Trela – scenarzystka, reżyserka, aktorka
- Grażyna Wolszczak – aktorka
- Grażyna Zasacka – uczestniczka powstania warszawskiego, sanitariuszka
- Grażyna Zielińska – aktorka